# La Bamba (film)
Pour les articles homonymes, voir La Bamba (homonymie) et Bamba.
Pour plus de détails, voir Fiche technique et Distribution.
La Bamba est un film américain réalisé par Luis Valdez, sorti en 1987. Il s'agit d'un  film biographique  sur le chanteur Ritchie Valens.

## Synopsis
Dans les années 1950, Richard Steven Valenzuela est un jeune adolescent d'origine mexicaine, fan de rock 'n' roll. Il vit dans un pauvre village de travailleurs, avec sa mère Connie. Ils sont ensuite rejoints par le demi-frère de Richard, Roberto surnommé « Bob ». Alors que ce dernier s'attire souvent des problèmes, Richard préfère se concentrer sur la musique. Il fréquente cependant l'école, où il tombe amoureux de Donna Ludwig (pour qui il enregistrera la chanson Donna), malgré les réticences du père de la jeune fille. En parallèle, Richard est repéré par le producteur Bob Keane, qui le signe sur son label Del-Fi Records. Bob Keane le rebaptise Ritchie Valens. Malgré les hésitations de son producteur, Ritchie tient à reprendre la chanson traditionnelle mexicaine La bamba. Le succès est rapidement au rendez-vous pour Ritchie, ce qui est difficile à accepter pour Roberto.

## Fiche technique
Sauf indication contraire, les informations mentionnées dans cette section peuvent être confirmées par la base de données cinématographiques IMDb,  présente dans la section « Liens externes ».
- Titre original et français : La Bamba
- Réalisation et scénario : Luis Valdez
- Photographie : Adam Greenberg
- Décors : Vincent M. Cresciman
- Costumes : Sylvia Vega-Vasquez et Yvonne Cervantes
- Montage : Don Brochu et Sheldon Kahn
- Musique : Miles Goodman et Carlos Santana ; interprétée par Los Lobos
- Production : Stuart Benjamin, Bill Borden, Taylor Hackford et Daniel Valdez
- Société de production : Columbia Pictures et New Visions
- Distribution : Columbia Pictures (États-Unis)
- Pays d'origine : États-Unis
- Format : Couleurs - 1,85:1 - Dolby
- Genre : drame biographique et musical
- Durée : 108 minutes
- Dates de sortie[1] : 
  -  États-Unis : 24 juillet 1987
  -  France : 30 septembre 1987

## Distribution
- Lou Diamond Phillips (VF : Philippe Bombled) : Richard Steven Valenzuela, dit Ritchie Valens
- Esai Morales (VF : Dominique Collignon-Maurin) : Roberto « Bob » Morales
- Rosanna DeSoto (VF : Annie Balestra) : Connie Valenzuela
- Elizabeth Peña (VF : Pascale Bouvet) : Rosie Morales
- Danielle von Zerneck (VF : Martine Irzenski) : Donna Ludwig
- Joe Pantoliano (VF : Éric Legrand) : Bob Keane
- Rick Dees (VF : Yves-Marie Maurin) : Ted Quillin
- Marshall Crenshaw (VF : William Coryn) : Buddy Holly
- Howard Huntsberry : Jackie Wilson
- Brian Setzer (VF : Luc Bernard) : Eddie Cochran
- Daniel Valdez (VF : Enrique Carballido) : Lelo
- Eddie Frias (VF : Pascal Légitimus) : Chino
- Geoffrey Rivas (VF : Hervé Bellon) : Rudy
- Sam Anderson (VF : Jean Barney) : M. Ludwig
- Maggie Gwinn : Mme Ludwig
- Stephen Lee (VF : Pascal Renwick) : The Big Bopper
- Noble Willingham (VF : Serge Lhorca) : Howard
- John Quade (VF : Henry Djanik) : le barman

 Source et légende : version française (VF) sur RS Doublage et selon le carton du doublage français sur le DVD zone 2.

## Bande originale
La musique du film est composée par Miles Goodman et Carlos Santana et principalement interprétée par Los Lobos. Plusieurs singles sont extraits de l'album, notamment La bamba qui atteint la première place des classements musicaux dans de nombreux pays et est un véritable succès.
Certaines chansons présentes dans le film sont cependant absentes de l'album : Oh Boy, Rip It Up et The Paddi Wack Song Valens, Chantilly Lace de The Big Bopper, Ready Teddy de Little Richard, Tweedlee Dee de LaVern Baker et Sleep Walk de Santo & Johnny.

### Liste des titres
Face A
1. La bamba - Los Lobos
2. Come On, Let's Go! - Los Lobos
3. Ooh My Head - Los Lobos
4. We Belong Together - Los Lobos
5. Framed - Los Lobos
6. Donna - Los Lobos

Face B
1. Lonely Teardrops - Howard Huntsberry
2. Crying, Waiting, Hoping - Marshall Crenshaw
3. Summertime Blues - Brian Setzer
4. Who Do You Love? - Bo Diddley
5. Charlena - Los Lobos
6. Goodnight, My Love - Los Lobos

## Distinctions

### Récompenses
- BMI Film and TV Awards 1988 : BMI Film Music Award pour Miles Goodman et Carlos Santana[4]
- MTV Video Music Awards 1988 : meilleur clip musical tiré d'un film pour La bamba de Los Lobos
- Entrée au National Film Registry en 2017

### Nominations
- Golden Globes 1988 : meilleur film dramatique
- Grammy Awards 1988 : chanson de l'année pour La bamba
- Kids' Choice Awards 1988 : meilleur film